# Catherine (serie di romanzi)
Quella di Catherine è una serie di sette romanzi scritti da Juliette Benzoni tra il 1963 e il 1978. In Italia vennero pubblicati solamente i primi cinque romanzi della serie ad opera della Garzanti.

## Romanzi
- La belle Catherine (Il suffit d’une amour, 1ère partie) (1963)
- La passione di Catherine (Il suffit d’un amour, 2ème partie) (1963)
- La fuga di Catherine (Belle Catherine) (1966)
- La vendetta di Catherine (Catherine des grands chemins) (1967)
- Catherine e il tempo di amare (Catherine et le Temps d'aimer) (1968)
- Piège pour Catherine (1973)
- La Dame de Montsalvy (1978)

## Adattamenti
- Catherine, un solo impossibile amore (Catherine, il suffit d'un amour) (1969) di Bernard Borderie con Olga Georges-Picot e Horst Frank.
- Catherine (1986 TV series), serie televisiva di 60 episodi basato sui libri di Juliette Benzoni realizzata da Marion Sarraut con Claudine Ancelot e Pierre-Marie Escourrou.